# Uvularia grandiflora
Uvularia grandiflora là một loài thực vật có hoa trong họ Măng tây. Loài này được Sm. miêu tả khoa học đầu tiên năm 1805.

## Hình ảnh

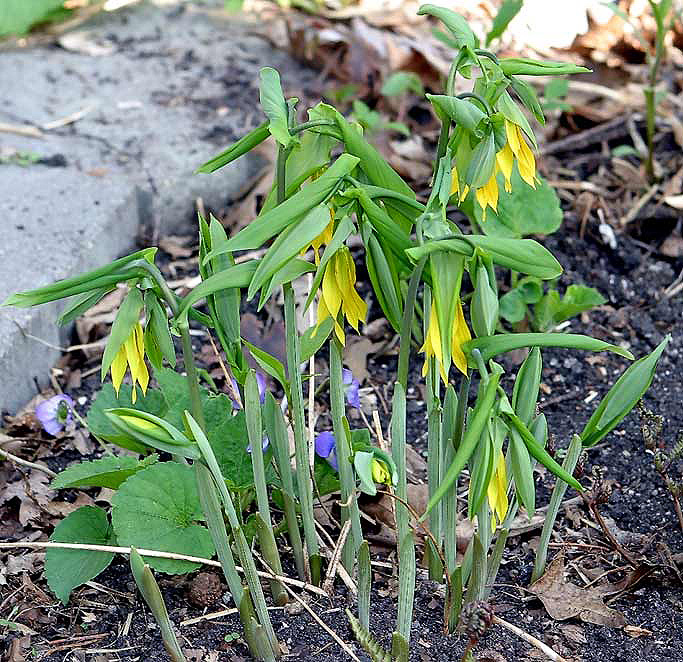
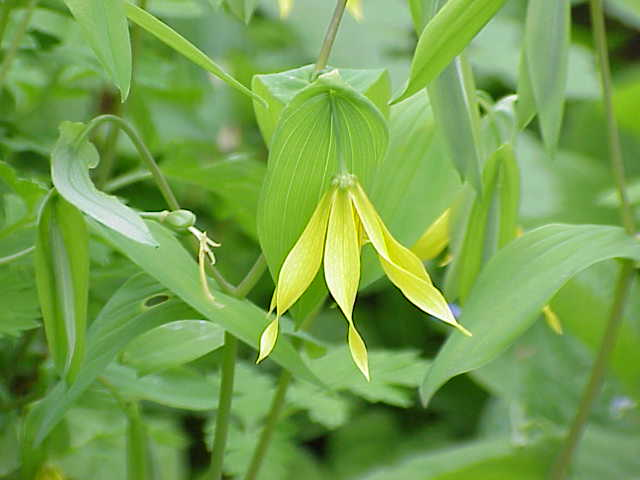
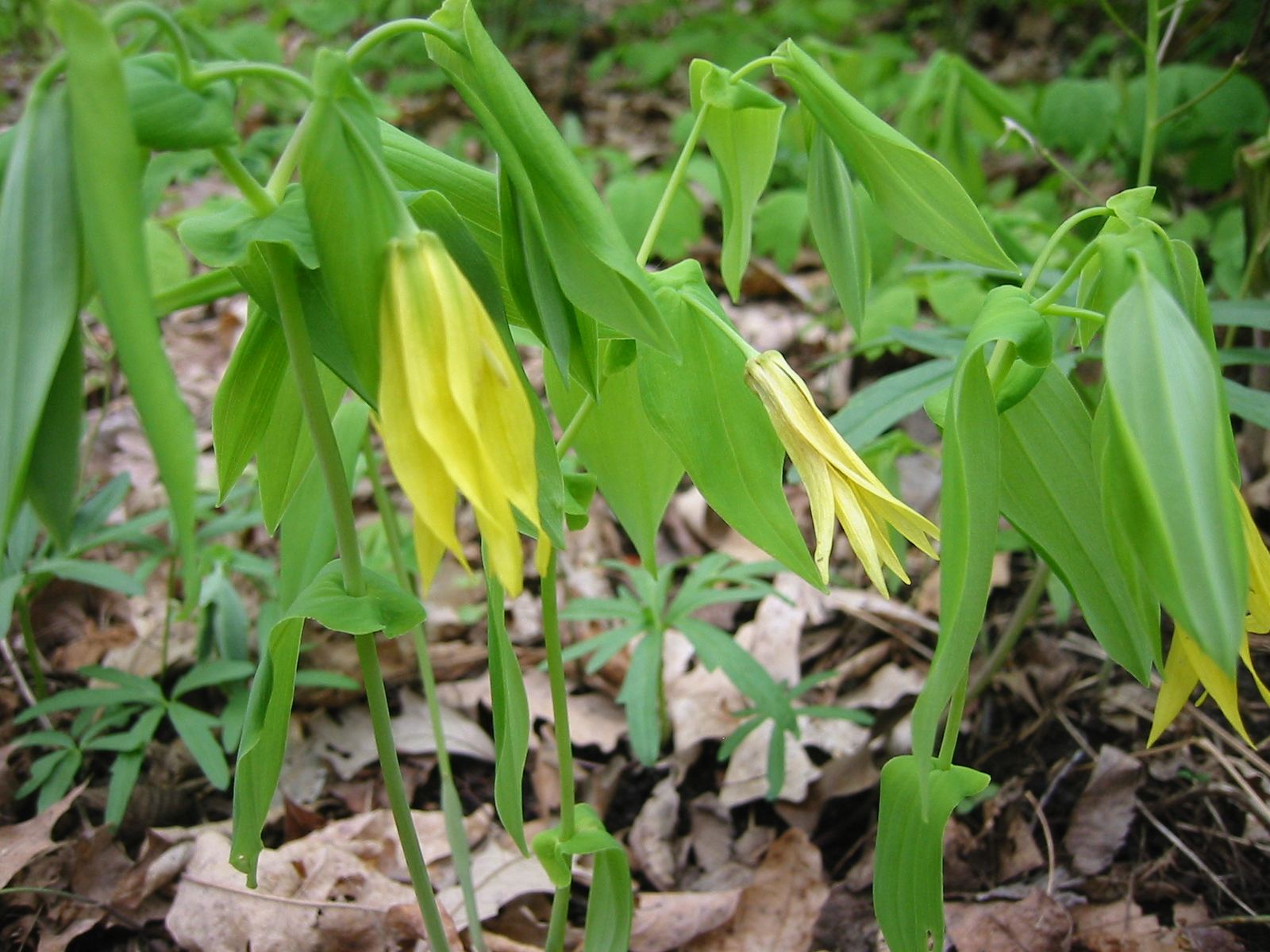
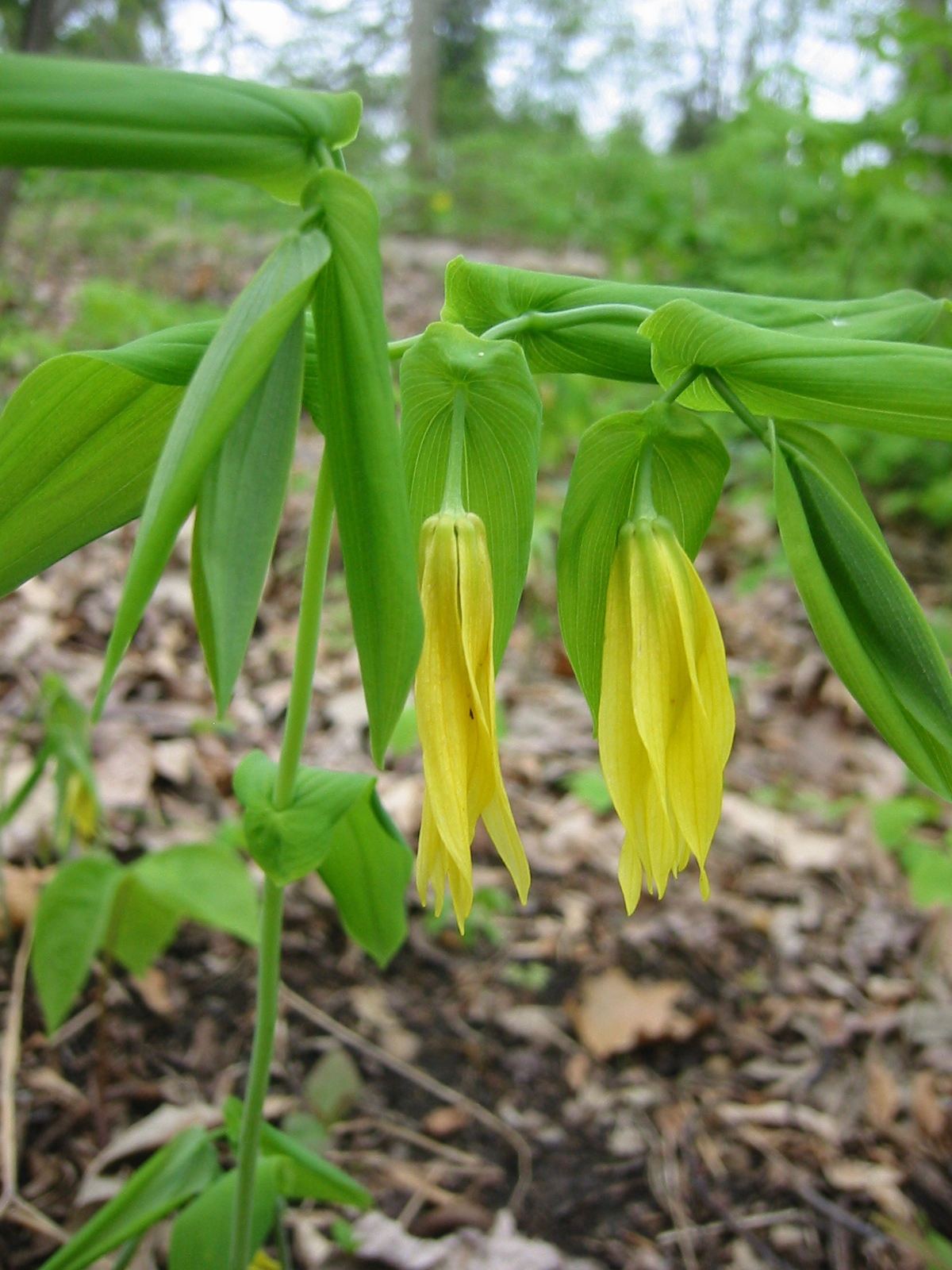